# مولاي إبراهيم
مولاي إبراهيم هي قرية أمازيغية جبلية مغربية وسط المملكة. تنتمي مولاي إبراهيم لإقليم الحوز. تضم هذه القرية 10.979 نسمة (إحصاء 2004).
الإسم
يعرف بـ" إبراهيم بن مولاي أحمد بن عبد الله بن الحسين الأمغاري"، حفيد مؤسس الزاوية المصلوحية "أبو محمد بن احساين الأمغاري"، تعود أصوله إلى دوار تاغگوالت بقبيلة أزگروز ، بجماعة إكيدي إقليم تارودانت ( منشأ الولي الصالح سيدي حمو الطالب) أخذ التربية الصوفية الأولى عن جده مولاي عبد الله بن الحسين، كما أخذ العلوم الظاهرة على أيدي كبار العلماء خاصة الشيخ عامر عباس مولانا أحمد المنجور، والشيخ الإمام المحدث عبد الله بن طاهر الحسني، الذي جعله العارف مولاي محمد بن أبي بكر الدلائي أحد كبار المحدثين بالمغرب وهم أبو العباس أحمد بن أبو المحاسن الفاسي، وأبو العباس المقاري صاحب نفح الطيب، والأخير عبد الله بن طاهر الحسني المذكور.
نشأ "مولاي إبراهيم" في بيئة صوفية بزاوية "تامصلوحت" التي أسسها جده عبدالله بن حسين بتوجيه من شيخه عبدالله الغزواني، وعندما اشتهر أمره وتوسم الناس فيه الخير اجتمعوا عليه وتتلمذوا له واختار لزاويته منطقة جبلية محصنة "كيك" تاركا زاوية تامصلوحت في السهل حيث أسرته وعصبيته ومريدو والده وجده، فشاع ذكره وانتشر ذكره فقصده المريدون.
ففي كتاب "صفوة من انتشر من أخبار صلحاء القرن الحادي عشر" لمؤلفه محمد بن الحاج الايفراني محمد بن عبد الله "كانت لمولاي إبراهيم مشاركة في العلوم أخذ عن المنجور وعن عبد الله بن طاهر الحسني، وأبي المهدي السكتاني وغيرهم، وهذا ما جعله من أعظم المدافعين عن سنة رسول الله".
ويتابع: "كما أخذ عن جده واستمد منه ومع الشيخ الشهير أبي العباس سيدي أحمد بن موسى السملالي، وهو صبي، فقال الجد لأبي العباس، ادع له؟ فدعا له، وكانت بقرب الشيخين دجاجة تقرقر، فقال أبو العباس إن هذه الدجاجة تقول في قرقرتها كيك كيك وهو حكاية صوت الدجاج عند القرقرة، فهل عندكم موضع اسمه كيك، فقال له نعم".